# Мирошниченко, Виктор Владимирович
Виктор Владимирович Мирошниченко (1 января 1959 г., село Кугей, Азовского района Ростовской области) — известный украинский советский боксёр, на Олимпийских играх в Москве завоевал серебряную медаль в лёгком весе (до 51 кг). Заслуженный мастер спорта СССР (1981).
Виктор Мирошниченко начал свою спортивную карьеру с бронзовой медали чемпионата СССР 1978 года. В 1980 году стал чемпионом страны. В Москве он неожиданно уступил в финале Петру Лесову  из-за рассечения брови во втором раунде, хотя одолел в полуфинале явного фаворита Олимпиады венгра Яноша Варади. В 1981 году Виктор Мирошниченко стал чемпионом Европы. В Мюнхене в 1982 году стал серебряным призёром на чемпионате мира среди любителей.
На любительском ринге провел 416 боёв, одержав 360 побед. В профессионалах не выступал.
В честь боксера ежегодно устраивается турнир им. Мирошниченко в его родном городе Украинске. В этом году он прошёл в 24 раза.